# Ставракі Михайло Михайлович
Михайло Михайлович Ставракі (1867 — 3 квітня 1923, Севастополь) — російський морський офіцер, капітан II рангу, що увійшов в історію як керівник страти 6 (19 березня) 1906 року на острові Березані лейтенанта Петра Шмідта і його товаришів.

## Біографія
Народився у 1867 році в родині контр-адмірала М. І. Ставракі. Закінчив Морську академію Генерального штабу.
6 (19 березня) 1906 року на острові Березані керував стратою свого однокурсника по Морському кадетському корпусу лейтенанта Петра Шмідта і інших керівників повстання на крейсері «Очакові».
На початку вересня 1906 його перевели на Балтійський флот із зарахуванням до 1-го генерал-адмірала великого князя Костянтина Миколайовича флотського екіпажу, але 26 березня (8 квітня) 1907 року за зміненим головним військово-морським судом вироком військово-морського суду Севастопольського порту визначено: за злочинне діяння, передбачене 2-ю частиною 111-ї статті військово-морського статуту «Про покарання», виключити зі служби з позбавленням деяких особливих прав і переваг і ув'язнити у фортеці строком на три роки. Лише 6 (19) травня 1911 року було наймилостивіше наказано «повернути втрачені ним по суду деякі особливі права та переваги для того, щоб вважати його звільненим від служби капітаном II рангу».
Після відставки служив наглядачем маяків. У період з 7 жовтня 1911 року по 1913 рік був доглядачем маяка Ай-Тодор. У 1913 році Ставракі, був переведений на посаду помічника військового губернатора тилової бази Маріупольського району. Маяк передав колезькому секретарю, потім титулярному раднику на дійсній службі Михайлу Рижову. У 1917 році за розпорядженням Центрофлоту, був начальником оборони та командиром брандвахти в Батумі, де і залишався служити на різних командних посадах, як при англійської окупації, так і при грузинському уряді меншовиків. 
З встановленням у Батумі радянської влади навесні 1921 року Ставракі був призначений начальником управління із забезпечення безпеки кораблеводіння Батумського укріпленого району і доглядачем маяків. Цю посаду він займав до дня арешту 29 червня 1922 року. Причиною арешту 56-ти річного доглядача послужила встановлена перевіркою злочинна халатність, наслідком чого була розтрата спирту і гасу, які відпускалися на освітлення маяків. Тут з'ясувалося, що це той самий Ставракі, який командував розстрілом «Очаковців» в березні 1906 року на острові Березані. Він був доставлений до Севастополя і там, без довгих розглядів, за рішенням виїзної сесії військової колегії Верховного Суду України 3 квітня 1923 засуджений до вищої міри покарання — розстрілу з конфіскацією майна. Вирок приведений до виконання того ж дня.